# Уци
Уци́ (кит. упр. 吴起, пиньинь Wúqǐ) — уезд городского округа Яньань провинции Шэньси (КНР). Уезд назван по существовавшему здесь посёлку, в свою очередь названному в честь древнего стратега У Ци.

## История
В эпоху Вёсен и Осеней эти места вошли в состав царства Цзинь, а после того, как три семьи разделили Цзинь — оказалась в составе царства Вэй. Впоследствии царство Вэй было завоёвано царством Цинь, создавшим в итоге первую в истории Китая централизованную империю. В империи Цинь эти земли оказались в составе уездов Малин (马岭县) и Янчжоу (阳周县). При империи Западная Хань в северной части этих земель был создан уезд Гуйдэ (归德县), который при империи Восточная Хань был присоединён к уезду Цанлуань (参栾县). В 189 году эти места были захвачены гуннами, и надолго перешли под власть кочевников.
Во второй половине IV века эти места вошли в состав государства Ранняя Цинь, объединившего почти весь северный Китай, а затем — в состав государства Поздняя Цинь. В 407 году гунны создали здесь государство Великое Ся. В 427 году эту территорию захватили войска Северной Вэй. При империи Западная Вэй в 535 году был вновь создан уезд Гуйдэ. При империи Суй в 605 году в связи с тем, что здесь находится исток реки Лошуй, уезд Гуйдэ был переименован в Лоюань (洛源县).
Когда в конце империи Суй в стране начались беспорядки, Лян Шиду создал в этих местах в 617 году государство Лян (梁国) и признал себя вассалом тюркского Шибир-хана. Однако 628 году в Восточно-тюркском каганате началась внутренняя смута, и он не смог прийти на помощь Лян Шиду. Осаждённый Лян Шиду был убит своим двоюродным братом Лян Ложэнем, который после этого сдался Ли Шиминю, после чего эти места вошли в состав империи Тан, и уезд Лоюань был воссоздан.
В конце империи Тан тангутский вождь Тоба Сыми за помощь в подавлении восстания Хуан Чао получил в 886 году звание цзедуши Диннаньского военного округа (定难军). Он сумел остаться в стороне от бурных событий эпохи Пяти династий и 10 царств, и после объединения страны империей Сун очередной наследный цзедуши Ли Цзипэн в 982 году признал главенство новой империи, но его младший брат Ли Цзицянь захватил контроль над областью Иньчжоу, и то признавал власть Сун, то восставал против неё. В 1038 году внук Ли Цзицяня Ли Юаньхао провозгласил себя императором государства Си Ся. Эти земли стали ареной борьбы между Сун и Си Ся. Учёный, государственный деятель и командующий Шэнь Ко успешно оборонялся здесь от тангутов, однако по решению нового канцлера Цай Цзюэ по условиям мирного договора в 1082 году эти места перешли тангутам. В 1099 году здесь была основана Динбяньская крепость (定边城), ставшая центром Динбяньского военного округа (定边军). В 1116 году был создан уезд Динбянь (定边县). В 1146 году эти места захватили чжурчжэни и включили их в состав империи Цзинь.
С 1934 года в этих местах появились войска коммунистов, которые начали создавать собственные органы управления. 19 октября 1935 года в посёлке Уци завершила Великий поход китайская Красная армия под руководством Мао Цзэдуна. В 1942 году на прилегающей к посёлку территории был образован уезд Уци, а вскоре написание его названия было изменено с 吴起县 на 吴旗县. В 1949 году он был расформирован, но в апреле 1950 года был создан вновь.
В 1950 году был создан Специальный район Яньань (延安专区), и уезд вошёл в его состав. В 1958 году уезд Уци был присоединён к уезду Чжидань, но в 1961 году был воссоздан. В 1969 году Специальный район Яньань был переименован в округ Яньань (延安地区). В 1996 году постановлением Госсовета КНР были расформированы округ Яньань и город Яньань, и образован городской округ Яньань.
В 2005 году написание названия уезда было официально изменено с 吴旗县 назад на 吴起县.

## Административное деление
Уезд делится на 1 уличный комитет и 8 посёлков.